# سیارک ۲۱۶۶۰
سیارک ۲۱۶۶۰ (به انگلیسی: 21660 Velenia، نامگذاری:1999QZ1) بیست و یک هزار و ششصد و شصتمین سیارک کشف شده‌است که در ۲۰ اوت ۱۹۹۹ کشف شد.
قدر مطلق سیارک برابر ۱۴٫۹۰ است.